# Герштейн, Семён Соломонович
Семён Соломо́нович Герште́йн (13 июля 1929, Харбин — 20 февраля 2023, Москва) — советский и российский физик-теоретик, академик РАН (2003). Лауреат Государственной премии СССР.

## Биография
Родился 13 июля 1929 года в Харбине в семье советских граждан Соломона Абрамовича Герштейна (1906—1938, расстрелян), консультанта по ценам на меховые изделия Московского отделения Союзмехторга, и Эммы Моисеевны Менделевич (1909—1995). Дед, Абрам Соломонович Герштейн (1877—1961), был купцом в Верхнеудинске.
В 1936 году его семья переехала в Москву, но уже в 1937—1938 годах его родители были репрессированы, и он остался на воспитании бабушки, Анны Исааковны Менделевич (1886—1970), — фельдшера заводского медпункта, и тёти Раисы Менделевич (1912—1992). В 1946 году окончил среднюю школу № 401, г. Москвы с золотой медалью и поступил на физический факультет МГУ.
После окончания отделения ядерной физики физфака МГУ (1951), несмотря на усилия его научного руководителя А. А. Власова, пытавшегося оставить его в университете, Герштейн получил распределение учителем в школу в село Белоусово Калужской области, где проработал до 1954 года.
В 1952 году, сдав экзамены теорминимума Льву Ландау, поступил в аспирантуру ИФП, став последним, у кого Ландау лично принял экзамен теорминимума. По рекомендации Ландау, Герштейн был направлен к Якову Зельдовичу, изучавшему изменения бета-распада при окружении «голого» нуклона пионной «шубой». Итог этой работы стал первой публикацией Семёна Герштейна. В 1958—1960 годах работал в ЛФТИ.
7 января 1962 года Ландау попал в роковую автокатастрофу, направляясь в гости к Герштейну в Дубну.
Главный научный сотрудник Института физики высоких энергий в Протвино. Профессор МФТИ, доктор физико-математических наук (1963). Автор и соавтор более 250 научных и популярных статей.
Член-корреспондент АН СССР с 26 декабря 1984 по Отделению ядерной физики, академик РАН с 22 мая 2003 года по Отделению физических наук.
Член редколлегии журнала РАН «Природа». С 2005 года входил в состав Комиссии РАН по борьбе с лженаукой.
Жил в Протвине, занимался просветительской деятельностью.
Скончался 20 февраля 2023 года на 94-м году жизни. Похоронен на кладбище «Вязовня», деревня Нижняя Вязовня, Калужская область, Жуковский район.

## Семья
- Первая жена (1957—1961) — Элла Зигелевна Бродерзон (Рындина) (1933—2014), кандидат физико-математических наук, научный сотрудник Объединённого института ядерных исследований в Дубне; племянница физика Л. Д. Ландау, поэта М. М. Бродерзона и курортолога Б. М. Бродерзона; в первом браке была замужем за физиком-теоретиком Р. М. Рындиным (1929—1999).
  - Сын — Александр Семёнович Герштейн (род. 1958), инженер-металлург[11].
- Вторая жена — Валентина Васильевна Команова (?—2019).
  - Сын — Алексей Семёнович Герштейн (род. 1964).
  - Сын — Юрий Семёнович Герштейн (род. 1969), физик-ядерщик, кандидат физико-математических наук (1996), заслуженный профессор Ратгерского университета (США)[12][13].

## Награды и премии
- Орден «За заслуги перед Отечеством» IV степени (17 января 2005) — за большой вклад в развитие атомной энергетики, плодотворную научную деятельность и многолетний добросовестный труд[14]
- Орден Почёта (25 сентября 1999) — за заслуги перед государством, многолетний добросовестный труд и большой вклад в укрепление дружбы и сотрудничества между народами[15]
- Государственная премия СССР[16]
- Почётная грамота Президента РФ
- Премия имени Бруно Понтекорво (1996)[17]
- Премия имени И. Я. Померанчука (2011)[18]
- Золотая медаль имени Л. Д. Ландау (2013)[19]